# Mala Dolina
Mala Dolina [mála dólina] je naselje v Občini Brežice.

## Prebivalstvo
Etnična sestava 1991:
- Slovenci: 88 (98,9 %)
- Hrvati: 1 (1,1 %)